# Шалинці
Шалинці (словен. Šalinci) — поселення в общині Лютомер, Помурський регіон, Словенія. Висота над рівнем моря: 178,2 м.